# 鈴木政一
鈴木 政一（すずき まさかず、1955年1月1日 - ）は、山梨県出身の元サッカー選手・サッカー指導者。現役時代のポジションはディフェンダー。

## 経歴
サッカーを始めたのは中学3年の時と遅かったが、山梨県立石和高等学校、日本体育大学ではそれぞれ主将を務めた。大学時代は全日本大学サッカー選手権大会で法政大学を破り優勝も経験している。その後1977年にヤマハ発動機サッカー部（Jリーグ所属のジュビロ磐田の前身）に入団。以来、2010年まで選手・指導者時代を通して30年以上ヤマハ・磐田に在籍した（ちなみにプロ契約はしていない「サラリーマン」であった）。選手としては1982年の天皇杯に優勝している。
1984年にヤマハのコーチに就任後、1995年までヤマハでコーチ・総監督、磐田でサテライト監督を務め、その後はフロント入りしていたが、2000年6月にトップチームのコーチとして現場に復帰。9月に監督のハジェヴスキー・ギョキッツァが解任されたのを受けて監督に昇格する。現場に復帰したのがわずか3ヶ月前なので戦術面の大幅な変更はせず、ハジェヴスキーが採用した3-5-2システムを踏襲した。鈴木が監督に就任した直後に名波浩が復帰したこともあってこの年のリーグ戦残り5試合は4勝1敗の成績を残した。
2001年はFIFAクラブ世界選手権スペイン大会に出場が決まっていたことから（ただし、この大会は運営を任されていた代理店のISL社の倒産の影響で中止された）、世界と戦うためのシステムとして「N-BOX」（服部年宏、福西崇史、奥大介、藤田俊哉のMF4人を箱型に配置し、その中心に名波を置く）を考案した。このシステムが功を奏してJリーグでは圧倒的な力を示し、1stステージは優勝、2ndステージも2位となる。しかし、サントリーチャンピオンシップでは鹿島アントラーズに敗れ、ヤマザキナビスコカップでも決勝で横浜F・マリノスにPK戦の末敗退し、結局この年はここぞという試合を落として無冠に終わってしまった。
2002年には前年の悔しさを晴らすべく開幕から連勝を重ね、史上初の1st・2ndステージ制覇を成し遂げ年間王者となった。この年限りで勇退し強化部長に就任。ただし、2004年の9月から11月にかけて兼任扱いで監督に復帰した。これは、この年の2ndステージで磐田が一時最下位になるほどの不振に陥ったことで危機感を持ったフロントが、監督の桑原隆を解任し、後任が見つかるまでの暫定措置として鈴木に兼任させたというものである。このステージは結局13位に終わるが、鈴木はこのステージの勝ち点14のうち13を8試合で稼ぐ実績を残した。
2010年9月、北信越フットボールリーグ1部・AC長野パルセイロの強化本部長に就任。磐田時代とは一変し、公式戦全試合にベンチ入りして戦術面でのアドバイスを行い、クラブのJFL昇格に貢献した。
2011年母校・日本体育大学サッカー部監督に就任。16年振りに関東大学サッカーリーグ戦2部で優勝、1部に昇格させる。また、7月には長野のアドバイザーにも就任、クラブはJFL参入1年目で2位となるなど、カテゴリーを問わず指導したチームは安定した好成績を挙げた。
2013年、2015 FIFA U-20ワールドカップ出場を目指すU-18日本代表の監督に就任。2015年より日本体育大学サッカー部の監督に再び就任し、関東大学サッカーリーグ2部で優勝し1部への昇格を果たす。
2018年、アルビレックス新潟の監督に就任。しかし、第27節終了時点で8勝5分14敗の19位と低迷したことを理由に8月7日に契約解除された。
2020年、ジュビロ磐田の強化本部長に就任。
2020年10月2日、フェルナンド・フベロの後任としてジュビロ磐田の監督に就任した。2021年シーズンの磐田はJ2リーグの首位を走る好調ぶりを見せたが、同年10月に入り体調不良を訴え入院、ヘッドコーチの服部年宏に指揮を託した。同年の最終戦では一時現場復帰を果たすものの、結局同年末を持って監督を退任し、クラブアドバイザーに就任する事になった。
2023年8月23日、 東海学生サッカー1部リーグに所属している四日市大学サッカー部のテクニカルアドバイザーに就任。

## 所属クラブ
- 1977年 - 1982年 ヤマハ発動機

## 個人成績
| 国内大会個人成績 | 国内大会個人成績 | 国内大会個人成績 | 国内大会個人成績 | 国内大会個人成績 | 国内大会個人成績 | 国内大会個人成績 | 国内大会個人成績 | 国内大会個人成績 | 国内大会個人成績 | 国内大会個人成績 | 国内大会個人成績 |
| 年度             | クラブ           | 背番号           | リーグ           | リーグ戦         | リーグ戦         | リーグ杯         | リーグ杯         | オープン杯       | オープン杯       | 期間通算         | 期間通算         |
| 年度             | クラブ           | 背番号           | リーグ           | 出場             | 得点             | 出場             | 得点             | 出場             | 得点             | 出場             | 得点             |
| 日本             | 日本             | 日本             | 日本             | リーグ戦         | リーグ戦         | JSL杯            | JSL杯            | 天皇杯           | 天皇杯           | 期間通算         | 期間通算         |
| ---------------- | ---------------- | ---------------- | ---------------- | ---------------- | ---------------- | ---------------- | ---------------- | ---------------- | ---------------- | ---------------- | ---------------- |
| 1977             | ヤマハ           |                  | 東海             |                  |                  | -                | -                |                  |                  |                  |                  |
| 1978             | ヤマハ           |                  | 東海             |                  |                  | -                | -                |                  |                  |                  |                  |
| 1979             | ヤマハ           |                  | JSL2部           |                  |                  |                  |                  |                  |                  |                  |                  |
| 1980             | ヤマハ           | 5                | JSL1部           | 18               | 0                |                  |                  |                  |                  |                  |                  |
| 1981             | ヤマハ           | 5                | JSL1部           | 18               | 0                |                  |                  |                  |                  |                  |                  |
| 1982             | ヤマハ           |                  | JSL2部           |                  |                  |                  |                  |                  |                  |                  |                  |
| 通算             | 日本             | 日本             | JSL1部           | 36               | 0                |                  |                  |                  |                  |                  |                  |
| 通算             | 日本             | 日本             | JSL2部           |                  |                  |                  |                  |                  |                  |                  |                  |
| 通算             | 日本             | 日本             | 東海             |                  |                  | -                | -                |                  |                  |                  |                  |
| 総通算           |                  |                  |                  |                  |                  |                  |                  |                  |                  |                  |                  |

## 指導者経歴
- 1984年 - 1990年 ヤマハ発動機サッカー部 コーチ
- 1991年 - 1992年 ヤマハ発動機サッカー部 総監督
- 1993年 - 1994年 ジュビロ磐田 サテライト監督
- 2000年6月 - 同年9月 ジュビロ磐田 コーチ
- 2000年9月 - 2002年 ジュビロ磐田 監督
- 2004年9月 - 同年11月 ジュビロ磐田 監督（強化部長と兼任）
- 2011年4月 - 2012年 日本体育大学サッカー部 監督
- 2013年 - 2014年 U-20サッカー日本代表 監督
- 2015年 - 2017年 日本体育大学サッカー部 監督
- 2018年 - 同年8月 アルビレックス新潟 監督
- 2020年10月 - 2021年12月 ジュビロ磐田 監督

## フロント経歴
- 1995年 - 1996年 ジュビロ磐田 強化部育成課長
- 1997年 - 1998年 ジュビロ磐田 強化部育成長兼スカウト
- 1999年 - 2000年6月 ジュビロ磐田 スカウト部長兼強化部育成課長
- 2003年 - ジュビロ磐田 強化部長
- 2009年4月 - 2009年12月 ジュビロ磐田 育成部長（ダイレクター）
- 2010年9月 - 2011年3月 AC長野パルセイロ強化本部長
- 2020年 - 同年9月 ジュビロ磐田 強化本部長
- 2021年12月 - ジュビロ磐田 クラブアドバイザー
- 2023年8月 -  四日市大学サッカー部 テクニカルアドバイザー

## 監督成績
| 年度 | 所属 | クラブ | リーグ戦 | リーグ戦 | リーグ戦 | リーグ戦 | リーグ戦 | リーグ戦 | カップ戦       | カップ戦 |
| 年度 | 所属 | クラブ | 順位     | 試合     | 勝点     | 勝利     | 引分     | 敗戦     | ナビスコ杯     | 天皇杯   |
| ---- | ---- | ------ | -------- | -------- | -------- | -------- | -------- | -------- | -------------- | -------- |
| 2000 | J1   | 磐田   | 4位      | 5        | 12       | 4(0)     | 0        | 1        | -              | 準々決勝 |
| 2001 | J1   | 磐田   | 準優勝   | 30       | 71       | 26(8)    | 1        | 3        | 準優勝         | 4回戦    |
| 2002 | J1   | 磐田   | 優勝     | 30       | 71       | 26(8)    | 1        | 3        | 準々決勝       | 準々決勝 |
| 2004 | J1   | 磐田   | -        | 8        | 13       | 3        | 4        | 1        | -              | -        |
| 2018 | J2   | 新潟   | 19位     | 27       | 29       | 8        | 5        | 14       | 予選リーグ敗退 | 3回戦    |
| 2020 | J2   | 磐田   | 6位      | 19       | 27       | 9        | 6        | 4        | -              | -        |
| 2021 | J2   | 磐田   | 優勝     | 42       | 91       | 27       | 10       | 5        | -              | -        |

- 2000年は2ndステージ第11節より、2004年は2ndステージ第5節より第12節まで指揮。
- 2018年は契約解除時点での順位・成績。
- 順位はいずれも最終順位。
- 勝利数のうちカッコ内の数字はVゴールでの勝ち数。

## タイトル

### 監督時代
ジュビロ磐田
- J1リーグ : 1回 (2002年)
- J2リーグ : 1回 (2021年)

## DVD
- 『鈴木政一の育成理論　クリエイティブでアグレッシブな攻撃サッカーとは』　ティアンドエイチ株式会社　2017年